# Pologne aux Jeux olympiques d'hiver de 1972
La Pologne participe aux Jeux olympiques d'hiver de 1972, organisés à Sapporo au Japon. Cette nation prend part aux Jeux olympiques d'hiver pour la onzième fois en onze éditions. La délégation polonaise, formée de 47 athlètes (39 hommes et 8 femmes), obtient une médaille d'or et se classe au treizième rang du tableau des médailles.

## Médaillé
| Médaille                       | Athlète          | Sport      | Épreuve                   |
| ------------------------------ | ---------------- | ---------- | ------------------------- |
| Médaille d'or, Jeux olympiques | Wojciech Fortuna | Saut à ski | Grand tremplin individuel |